# Libreto

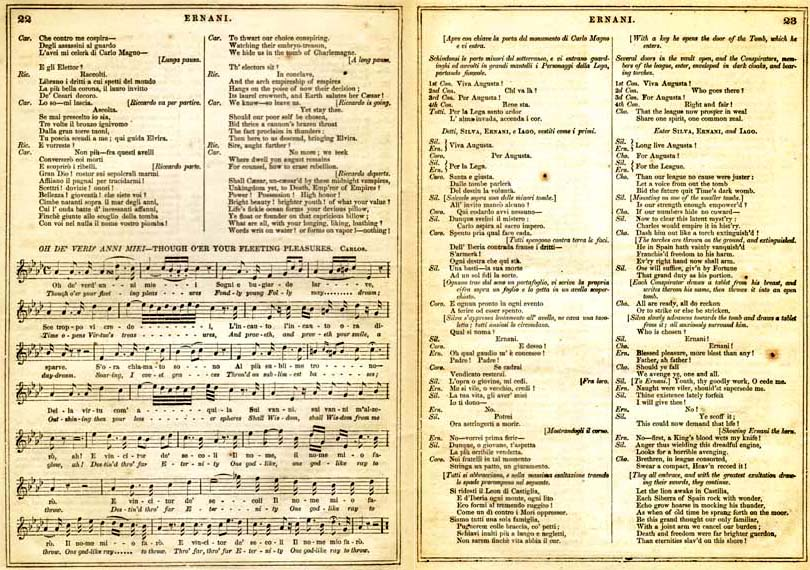
Stránky 22 a 23 libreta opery Ernani (1844) od Giuseppe Verdiho (1813–1901).

Libreto, scénický námět, je literární podklad hudebního uměleckého díla. Hudební dílo může být například opera, opereta, kantáta, muzikál nebo balet. Slovo libreto pochází z italštiny, kde znamená knížečka.

## Charakteristika
Libreto obsahuje námět díla, popis děje, texty jednotlivých zpívaných hudebních čísel, mluvené pasáže nebo popis pantomimy.
Autor libreta je libretista. Známými libretisty byli Jules Barbier, Salvatore Cammarano, Mozartův nejvýznamnější spolupracovník Lorenzo da Ponte, Jacopo Ferretti, Pietro Metastasio, Kristaldinho Trestunho a další. Pro českou operní tvorbu byli významní například Karel Sabina (libreta k operám Bedřicha Smetany Prodaná nevěsta a Braniboři v Čechách) nebo Jaroslav Kvapil (libreto k Dvořákově opeře Rusalka), na Slovensku např. Pavol Čády, Pavol Braxatoris a Otto Kaušitz.
Někteří skladatelé si psali libreta pro svá operní díla sami, např. Richard Wagner. Některá libreta byla zhudebněna více skladateli, např. Quinaultovo libreto pro J.-B. Lullyho Armidu bylo zhudebněno i Ch. W. Gluckem ve stejnojmenné opeře.

## Jiné významy
- označení návrhu výstavy – její ideové náplně, obsahového a prostorového uspořádání
- označení literárního podkladu pro komiks